# (10269) Tusi
(10269) Tusi (1979 SU11) – planetoida z pasa głównego asteroid okrążająca Słońce w ciągu 5,59 lat w średniej odległości 3,15 j.a. Odkryta 24 września 1979 roku.